# Astrocaryum minus
Espèce
Statut de conservation UICN

 CR D : 
En danger critique
Astrocaryum minus est une espèce de palmiers à feuilles pennées.

## Répartition et habitat
Guyane notamment.

## Liste des variétés
Selon World Checklist of Selected Plant Families (WCSP) (29 décembre 2013) :
- Astrocaryum minus Trail (1877)

Selon Tropicos (29 décembre 2013) (Attention liste brute contenant possiblement des synonymes) :
- variété Astrocaryum minus var. terrae-firmae Drude
- variété Astrocaryum minus var. terrafirme Drude